# Мердека
„Мердека“ е стадион в Куала Лумпур - столицата на Малайзия. Името „Мердека“ означава независимост.
Стадионът е построен в чест на независимостта на Малайзия, която успява да се освободи от колониалната система на Кралство Великобритания. Именно на това спортно съоръжение телевизионните камери запечатват историческия момент, когато първият министър-председател на свободна Малайзия Тунку Абдул Рахман обявява официалния акт на придобиването на независимост от Великобритания.
Строително-монтажните дейности по конструирането на стадиона продължават от 25 септември 1956 г. до 21 август 1957 г. Спортното съоръжение отваря врати официално на 31 август 1957 г.
Стадионът е бил домакин на проведените през 1965, 1971, 1977 г. южноазиатски игри. На стадион „Мердека“ посреща своите гости националният отбор по футбол на Малайзия. На същия стадион се провежда и ежегодният турнир за Купата на Мердека.
През годините на този стадион са гастролирали различни музиканти като Селин Дион, Майкъл Джексън, Ейврил Лавин и групата Линкин Парк. През 1971 г. зрителите на стадиона са наблюдавали и един от най-зрелищните боксови мачове на легендата Мохамед Али срещу британеца от унгарски произход Джо Бангър.
През новото десетилетие (2003) правителството на Малайзия взема решението да включи стадион „Мердека“ в списъка на обектите, попадащи в националното историческо наследство на страната. През 2007 г., по случай 50-годишнината на независимостта на Малайзия, са проведени множество ремонтно-възстановителни дейности по архитектурата на стадиона. Неговият капацитет е сведен до 20 000 седящи зрители, както е било по предварителния строителен план от 1957 г. Направени са редица подобрения, целящи да гарантират сигурността на зрителите, които присъстват на различните по рода си спортни мероприятия, организирани на историческия за малайзийците стадион.